# Belka i Strelka. Zvëzdnye sobaki
Belka i Strelka. Zvëzdnye sobaki (em russo:  Белка и Стрелка. Звёздные собаки) (Cães Astronautas (título em Portugal) ou Cãestronautas (título no Brasil)) é um filme de animação de origem russa lançado em 2010, e dirigido por Inna Evlannikova e Svyatoslav Ushakov. O filme é baseado na exploração especial soviética e faz legado a cadela Laika.

## Elenco
- Elena Yakovleva
- Anna Bolshova
- Sergei Garmash
- Aleksandr Bashirov